# 金教臣
金 教臣（キム キョシン、1901年4月18日 - 1945年4月25日）は、朝鮮のキリスト教指導者。本貫は慶州金氏。

## 人物
咸鏡南道咸興府出身。1919年に日本の正則英語学校に留学し、1920年に東京のホーリネス教会で受洗、1921年内村鑑三のロマ書講義に感銘を受け、以後の聖書集会に出席した。1927年東京高等師範学校理科第3部を卒業後帰国し、咸興の永生女子高等普通学校の教師を務め、1928年からは京城の養正高等普通学校、1940年には第一高等普通学校、1941年には開城の松都高等普通学校に赴任した。
1927年には咸錫憲ら無教会主義の同志らと『聖書朝鮮』誌を創刊し、「世の中で一番良いものは聖書と朝鮮」であり、「新しい朝鮮を聖書の上に建てよ」と説き、朝鮮的キリスト教を追求した。1940年に『内村鑑三と朝鮮』を刊行したが、総督府の警察に追放され、1942年同誌の朝鮮の独立の主張が治安維持法下で筆禍として弾圧され（「聖書朝鮮事件」）、1年間入獄したが非転向を貫き、創氏改名や日本語常用の強制にも応じなかった。1944年には興南にあった日本窒素肥料工場に入り、労働者のためのセツルメント活動に従事したが、光復を前にした1945年4月、発疹チフスのため急逝した。